# Anatole Bailly
Pour les articles homonymes, voir Bailly.
Anatole Bailly (/bɑji/), né le 16 décembre 1833 à Orléans, où il est mort le 12 décembre 1911 est un helléniste français, auteur d'un célèbre dictionnaire grec-français publié en 1895.

## Biographie
Anatole Bailly est né dans un milieu peu fortuné : son père était directeur de l'entreprise de diligences L'Orléanaise et sa mère tenait une petite boutique d'épicerie, fruiterie et mercerie. Pensionnaire tout au long de sa scolarité dans un collège orléanais, il y obtient son baccalauréat ès lettres. Il est ensuite envoyé à Paris pour y préparer dans une institution privée le concours d'entrée à l'École normale supérieure, où il est reçu en 1853. Il y prépare l'agrégation de grammaire, qu'il obtient en 1857.
Anatole Bailly débute dans l'enseignement comme suppléant au lycée de Lyon. Il quitte cette ville en 1859 pour le lycée Louis-le-Grand, à Paris. En 1861, il est nommé à Orléans, sa ville natale, au lycée Pothier. Il y effectuera tout le reste de sa carrière, jusqu'à sa retraite, en 1889.
Professeur compétent et consciencieux, mais d'une très grande modestie, Anatole Bailly rédige plusieurs manuels, grammaires et dictionnaires de grec ancien et de latin appréciés dans les lycées français à la fin du XIXe siècle. Il s'intéresse également à l'histoire et rédige plusieurs notices biographiques sur des Orléanais méconnus. Il fait partie des sociétés savantes orléanaises, la Société d'agriculture, sciences, belles-lettres et arts d'Orléans, et la Société archéologique et historique de l'Orléanais. Au niveau national, il est membre du Conseil académique de Paris, de l'Association pour l'encouragement des études grecques en France (dès sa fondation, en 1867) et, en 1889, il est élu correspondant de l'Institut de France par l'Académie des inscriptions et belles-lettres. Par ailleurs, Anatole Bailly est officier d'Académie, chevalier de la Légion d'honneur, et croix d'argent de l'ordre du Sauveur de Grèce.
Après la publication en 1885 du Dictionnaire étymologique latin, rédigé avec Michel Bréal, Bailly achève le Dictionnaire grec-français avec le concours d'Émile Egger, en 1895. Ce dernier ouvrage assoit sa réputation scientifique. La version abrégée paraîtra en 1901. C'est en travaillant à la correction d'une réédition de ce qui deviendra Le Bailly qu'il meurt brusquement dans sa maison natale, où s'est déroulée la plus grande partie de son existence. Il est enterré au grand cimetière d'Orléans.

## Distinctions
- Chevalier de la Légion d'honneur par décret du 4 mars 1875
- Officier d'académie

## Hommage
- Un collège d'Orléans, qui a fermé en juin 2008, portait son nom.
- Une rue d'Orléans porte son nom, proche de la place du Martroi.

## Sources
- Serge Vannier, Les hommes célèbres du XXe siècle dans le Loiret, Romorantin, CPE, 2001.
- A. Bouvier, Notice sur M. Anatole Bailly, dans Mémoires de la Société d'agriculture, sciences, belles-lettres et arts d'Orléans, série 5, tome 12, Orléans, 1912, p. 163-204 (en ligne).
- Dr Courgeon, Discours prononcé pour le centenaire de la naissance d'Anatole Bailly, dans Ibid., série 5, t. 25, Orléans, 1933, p. 108-114 (en ligne).
- Bulletin de la Société archéologique et historique de l'Orléanais.

## Travaux en ligne

### Abrégé du dictionnaire grec-français, 1901
- archive.org (édition augmentée de 1935) (présentation livre numérique)
- scarlet.be (pdf par page en ligne)
- remacle.org (texte en ligne)
- version fonctionnant avec Stardic ou Goldendict

### Dictionnaire étymologique latin, 1885
- archive.org (incomplet)

### Manuel pour l'étude des racines grecques & latines, 1869
- archive.org

### Grand Bailly, transcription du 1935, domaine public
- archive.org (transcription du 1935)
- archive.org (texte en ligne)